# 2430 Bruce Helin
Bruce Helin (asteróide 2430) é um asteróide da cintura principal, a 1,8573476 UA. Possui uma excentricidade de 0,2139148 e um período orbital de 1 326,54 dias (3,63 anos).
Bruce Helin tem uma velocidade orbital média de 19,3767513 km/s e uma inclinação de 23,44678º.
Esse asteróide foi descoberto em 8 de Novembro de 1977 por Eleanor Helin, Eugene Shoemaker.